# SS-Helferin

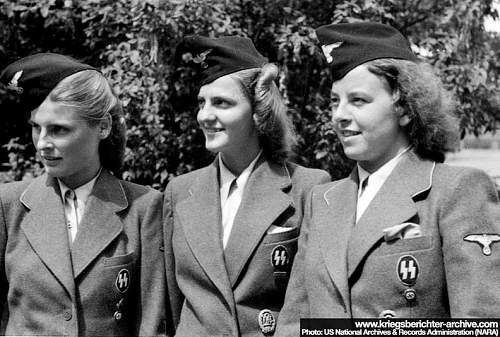
Tenue des SS-Helferinnen.

Une SS-Helferin était une jeune femme en service dans la SS pendant la Seconde Guerre mondiale.

## Historique

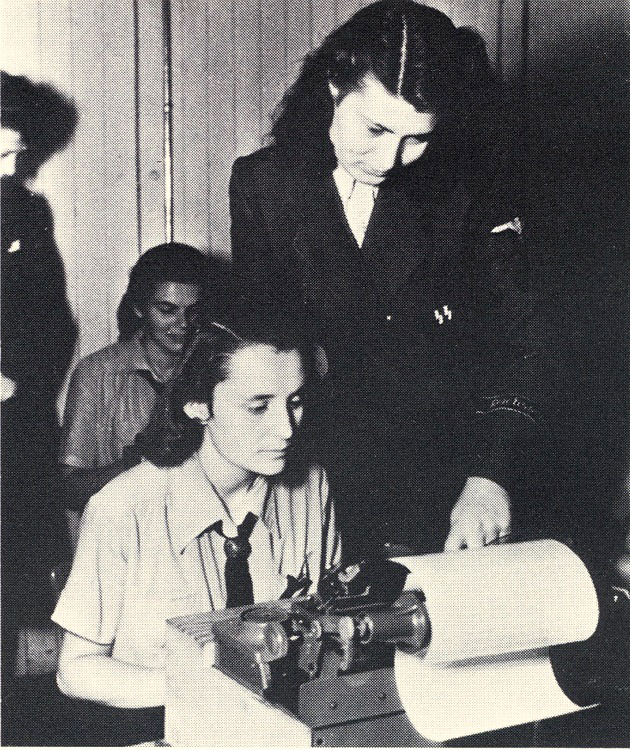
SS-Helferin enseignante.

En principe, les femmes allemandes n'étaient pas admises dans la SS.

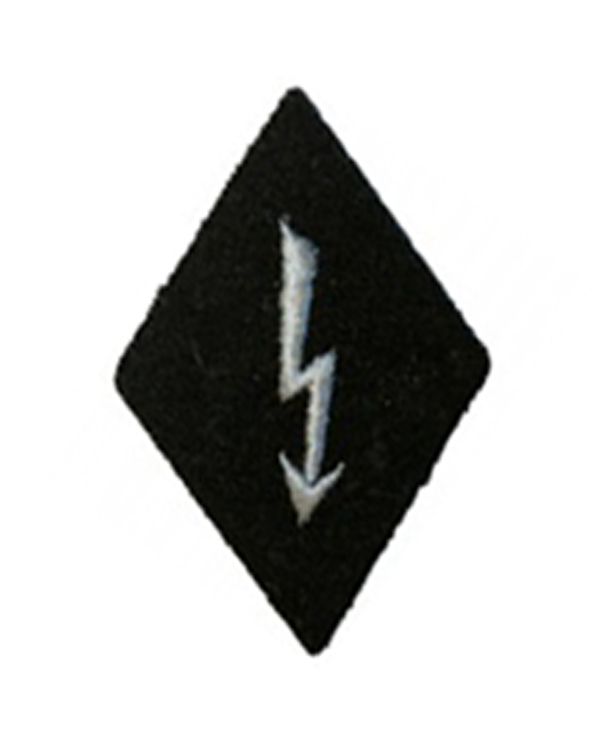
Insigne SS des unités de transmission.

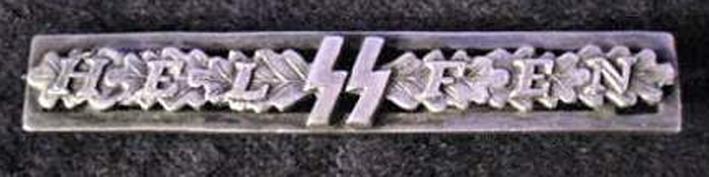
Broche argentée HELL SS FEN.

Néanmoins, à partir de septembre 1942, les femmes allemandes de 17 à 30 ans et ayant une taille d'au moins 165 cm, furent autorisées à s'engager volontairement dans la SS pour des travaux de secrétariat et de transmission.
Les candidates retenues suivaient une instruction de base de 8 semaines à l'école de formation d'Obernai en Alsace. Celles qui réussissaient l'examen en fin de parcours pouvaient soit devenir SS-Krieghelferinnen pour des tâches simples (nettoyage, secrétariat, ... notamment dans les Lebensborn), soit effectuer 6 à 24 semaines de cours supplémentaires d'opérateur radio, télex, téléphonie ... pour devenir SS-Helferinnen,,.
Ces dernières, en tant que membre à part entière de la SS, portaient un uniforme gris feldgrau avec passepoil argenté au col et les runes SS sur la poche gauche de leur veste. Les restrictions de guerre ultérieures conduisirent à la suppression du passepoil. Elles avaient aussi parfois une bande en lettres argentées sur fond noir, sur la manche gauche à 14 cm du bas avec la mention « Reichsschule-SS » pour les enseignantes de l'école d'instruction, ou « SS-Helferin » pour celles en services dans les unités SS. Elles n'avaient pas de képi mais un bonnet de police gris-bleu avec l'aigle à croix gammée. Cette tenue était aussi celle de sortie. 
Sur certaines photos d'époque on peut voir parfois un badge noir avec un éclair argenté sur le bas de la manche gauche preuve de l'appartenance à une unité de transmission. En septembre 1943, le port de cet insigne par les SS-Helferinnen fut interdit par le Reichsführer-SS Himmler. 
Il était interdit aux SS-Helferinnen en uniforme :
- d'entrer dans des lieux qui servent de l'alcool ;
- d'entrer, même avec leur mari, dans un hôtel ou une auberge ;
- de fumer et de danser en public ;
- de porter des bijoux, à l'exception d'une montre-bracelet et d'une bague de fiançailles ou une alliance ;
- d'avoir du vernis sur les ongles, du rouge aux lèvres ou tout maquillage ostentatoire ;
- d'avoir une coiffure non adaptée au caractère sobre de l'uniforme.

2 168 SS-Helferinnen servirent dans les états-majors et les centres de télécommunication de la SS, et ce dans 22 pays européens. Le 30 janvier 1944, 35 d'entre-elles furent autorisées à porter la broche argentée (55 x 8 mm) « HEL SS FEN » sur leur veste pour « bonne performance et attitude ». 
Les SS-Helferinnen ne doivent pas être confondues avec les 3 500 Aufseherinnen des Konzentrationslager. Une Aufseherin avait un uniforme gris de confection plus grossière et sans emblème SS, et un bonnet de police gris sans insigne. Considéré comme tenue de travail, l'Aufseherin ne pouvait porter cet uniforme en dehors des camps.
Quelques SS-Helferinnen furent affectées aux services d'administration et de transmission de camps de concentration mais elles n'étaient pas en contact avec les détenu(e)s.